# 에셀 래키

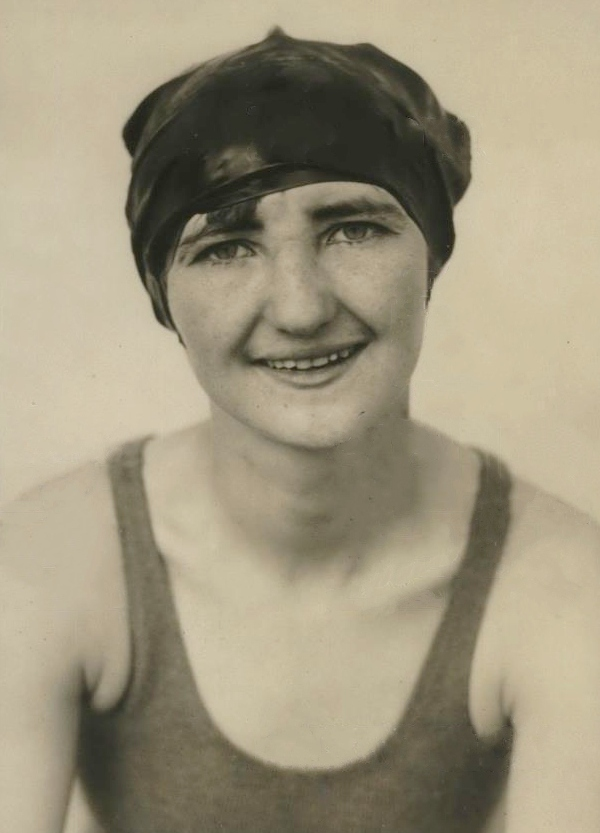

에셀 미니 래키(Ethel Minnie Lackie, 1907년 2월 10일 ~ 1979년 12월 15일)는 미국의 수영 선수이자, 올림픽 2관왕이며 세계 기록 보유자였다.
시카고에서 태어나 하이드파크 공동체에 있는 대학 부속 고등학교에서 수학하였다.
1924년 파리 올림픽에서 래키는 개인적으로 100m 자유형에서 1분 12.4초와 함께 금메달을 획득하여 그 종목에서 미국이 메달을 휩쓰는 데 이끌었다. 그녀는 또한 400m 자유형 릴레이에서 동료 선수들 유프레이지아 도널리, 거트루드 에덜, 메리첸 웨슬로와 함께 1위를 한 팀의 일원으로서 또 하나의 금메달을 획득하였다. 미국 팀은 결승전에서 4분 58.8초의 세계 신기록을 세웠다.
72세의 나이로 캘리포니아주 뉴버리파크에서 사망하였다.

## 같이 보기
- 올림픽 수영 여자 메달리스트 목록
- 수영 자유형 100m 세계 기록 추이
- 수영 계영 400m 세계 기록 추이